# 兴隆台区
兴隆台区是中国辽宁省盘锦市下辖的一个市辖区，成立于1986年。由于历史上兴隆台区街道主要按油田二级单位的管辖范围设立，导致各街道的边界模糊，犬牙交错，飛地遍佈市內各地，很多地段不是以主街主路、河流等明显地标分界。

## 行政区划
兴隆台区下辖13个街道办事处：
振兴街道、兴隆街道、渤海街道、新工街道、曙光街道、欢喜岭街道、沈采街道、创新街道、兴盛街道、兴海街道和惠宾街道。
兴隆台区飞地众多，其中沈采街道位于沈阳市，欢喜岭街道部分区域位于锦州市凌海市。

## 人口
根据(辽宁省)盘锦市第七次全国人口普查公报显示：兴隆台区常住人口为529394人，男性人口占比49.27%，女性人口占比50.73%，年龄结构中0-14岁占比12.54%，15-59岁占比66.45%，60岁以上占比21.01%，65岁以上占比15.23%。